# Leichtathletik-Länderkämpfe mit bundesdeutscher Beteiligung 1965
| Leichtathletik-Länderkämpfe mit bundesdeutscher Beteiligung 1965               | Leichtathletik-Länderkämpfe mit bundesdeutscher Beteiligung 1965 | Leichtathletik-Länderkämpfe mit bundesdeutscher Beteiligung 1965 | Leichtathletik-Länderkämpfe mit bundesdeutscher Beteiligung 1965 |
| ------------------------------------------------------------------------------ | ---------------------------------------------------------------- | ---------------------------------------------------------------- | ---------------------------------------------------------------- |
|                                                                                |                                                                  |                                                                  |                                                                  |
| 1. Länderkampf 1965, Straßenlauf (Männer): NLD – FRG – SUI                     |                                                                  |                                                                  |                                                                  |
| Beek 30. Mai 1965                                                              | Beek 30. Mai 1965                                                | 1. FRG 2. NLD 3. SUI                                             | 5:02:13 h 5:15:41 h 5:18:32 h                                    |
| 2. Länderkampf 1965, Zehnkampf (Männer): YUG – FRG                             |                                                                  |                                                                  |                                                                  |
| Celje 26./27. Juni 1965                                                        | Celje 26./27. Juni 1965                                          | 1. FRG 2. YUG                                                    | 12 P 10 P                                                        |
| 3. Länderkampf 1965, Fünfkampf (Frauen): YUG – FRG                             |                                                                  |                                                                  |                                                                  |
| Celje 26./27. Juni 1965                                                        | Celje 26./27. Juni 1965                                          | 1. FRG 2. YUG                                                    | 15 P 7                                                           |
| 4. Länderkampf 1965, Geher (Männer): SWE – FRG                                 |                                                                  |                                                                  |                                                                  |
| Äppelbo 26. Juni 1965                                                          | Äppelbo 26. Juni 1965                                            | 1. FRG 2. SWE                                                    | 24 P 20 P                                                        |
| 5. Länderkampf, Sechsländervergleich Männer: SUI – FRG – BEL – FRA – ITA – NLD |                                                                  |                                                                  |                                                                  |
| Bern 3./4. Juli 1965                                                           | Bern 3./4. Juli 1965                                             | 1. FRG 2. FRA 3. ITA 4. SUI 5. BEL 6. NLD                        | 141 P 115 P 110 P 70 P 66 P 52 P                                 |
| 6. Länderkampf 1965, Männer: SWE – FRG                                         |                                                                  |                                                                  |                                                                  |
| Stockholm 22./23. Juli 1965                                                    | Stockholm 22./23. Juli 1965                                      | 1. FRG 2. SWE                                                    | 124 P 85 P                                                       |
| 7. Länderkampf 1965, Männer: FRG – USA                                         |                                                                  |                                                                  |                                                                  |
| Augsburg 11./12. August 1965                                                   | Augsburg 11./12. August 1965                                     | 1. USA 2. FRG                                                    | 142 P 91 P                                                       |
| 8. Länderkampf 1965, Frauen: FRG – USA                                         |                                                                  |                                                                  |                                                                  |
| München 13. August 1965                                                        | München 13. August 1965                                          | 1. USA 2. FRG                                                    | 62 P 55 P                                                        |
| 9. Länderkampf 1965, Frauen: FRG – POL                                         |                                                                  |                                                                  |                                                                  |
| Lübeck 10. September 1965                                                      | Lübeck 10. September 1965                                        | 1. FRG 2. POL                                                    | 61 P 56 P                                                        |
| 10. Länderkampf 1965, Männer: FRG – GBR                                        |                                                                  |                                                                  |                                                                  |
| Karlsruhe 25. September 1965                                                   | Karlsruhe 25. September 1965                                     | 1. FRG 2. GBR                                                    | 121 P 91 P                                                       |
| 11. Länderkampf 1965, Frauen: FRG – GBR                                        |                                                                  |                                                                  |                                                                  |
| Ludwigshafen 26. September 1965                                                | Ludwigshafen 26. September 1965                                  | 1. FRG 2. GBR                                                    | 67 P 57 P                                                        |
| 12. Länderkampf 1965, Zehnkampf (Männer): URS – FRG                            |                                                                  |                                                                  |                                                                  |
| Jerewan 25./26. September 1965                                                 | Jerewan 25./26. September 1965                                   | 1. FRG 2. URS                                                    | 29.436 P 29.387 P                                                |
| 13. Länderkampf 1965, Zehnkampf (Männer): SUI – FRG – FRA                      |                                                                  |                                                                  |                                                                  |
| Lugano 2./3. Oktober 1965                                                      | Lugano 2./3. Oktober 1965                                        | 1. SUI 2. FRG 3. FRA                                             | 48 P 46 P 27 P                                                   |
| Chronik                                                                        |                                                                  |                                                                  |                                                                  |
| ← Länderkämpfe 1964                                                            | ← Länderkämpfe 1964                                              | Länderkämpfe 1966 →                                              | Länderkämpfe 1966 →                                              |

Im Jahr 1966 wurden dreizehn Leichtathletikländerkämpfe mit bundesdeutscher Beteiligung ausgetragen. Diese Anzahl reichte nicht ganz heran an die siebzehn Länderkämpfe, die es im Jahr 1961 als höchste Anzahl von Vergleichen seit Beginn der Länderkämpfe im Jahr 1921 gegeben hatte.
Nicht aufgeführt sind der sogenannte „Lugano-Cup“, ein Weltcup der Geher unter dem Dach des Weltleichtathletikverbands (früher: IAAF), sowie der ab 1965 unter Regie des Europäischen Leichtathletikverbands durchgeführte Leichtathletik-Europacup. Hier handelt es sich um Veranstaltungen, die hier als eigene Wettbewerbe ähnlich wie auch der Leichtathletik-Continentalcup (ab 1977) und der Geher-Europacup (ab 1996) außerhalb der üblichen Länderkämpfe durchgeführt wurden.
Aufgeführt sind hier die Länderkämpfe bundesdeutscher Leichtathleten. Die Sportler der DDR führten nach der deutschen Teilung im Jahr 1949 eigene Veranstaltungen durch.
Die Frauen bestritten in dieser Saison vier Vergleiche, die Männer neun. Von den Männerbegegnungen wurden drei von den Zehnkämpfern und jeweils eine in den Bereichen Gehen und Straßenlauf durchgeführt. Die restlichen vier Aufeinandertreffen der Männer fanden wie gewohnt in Form von Veranstaltungen mit einer Mischung allgemeiner leichtathletischer Disziplinen statt. Die Frauen trugen eine Begegnung im Fünfkampf, die anderen drei als allgemeine Länderkämpfe aus.

## Einführung des Leichtathletik-Europacups
Im Jahr 1965 gab es durch die Einführung des Leichtathletik-Europacups eine große Bereicherung des Wettkampfkalenders. Die Veranstaltung war für die Austragung in den Jahren ohne Europameisterschaften und ohne Olympische Spiele vorgesehen – Weltmeisterschaften gab es erst ab 1983. In den ersten Jahren des Europacups wurden jeweils Qualifikationskämpfe durchgeführt, die Finals wurden getrennt für Frauen und Männer angesetzt (Frauen: am 19. September in Kassel / Männer am 11./12. September in Stuttgart). Die bundesdeutschen Frauen belegten Platz vier, während die Männer völlig überraschend mit der klar favorisierten Sowjetunion um den Sieg kämpften und am Ende nur um einen Punkt geschlagen auf den zweiten Platz kamen. Auch diese Wettkämpfe waren immer Begegnungen zwischen Ländervertretungen, werden hier jedoch aus den oben genannten Gründen nicht in die Auflistung von Länderkämpfen der üblichen Form aufgenommen.

## Bilanz
In der Saison 1965 gab es für die bundesdeutschen Männer in ihren neun Länderkämpfen zwei Niederlagen. Verloren gingen das Aufeinandertreffen mit den USA am 11./12. August in Augsburg und der Zehnkampf-Dreiländervergleich mit der Schweiz und Frankreich am 2./3. Oktober in Lugano, in dem die Bundesrepublik Deutschland knapp geschlagen von der Schweiz vor Frankreich den zweiten Platz belegte. Die weiteren sieben Männerbegegnungen des Jahres 1965 entschieden die bundesdeutschen Athleten für sich. Die Männer hatten damit am Ende der Saison in ihren seit dem ersten Länderkampf 1921 insgesamt 211 Vergleichen 172 Siege und zwei Unentschieden erzielt sowie 37 Niederlagen erlitten. Nur gegen die USA hatte Deutschland bzw. die Bundesrepublik Deutschland weiterhin noch keinen Erfolg vorzuweisen.
Die Frauen erlitten in ihren vier Länderkämpfen dieser Saison eine Niederlage. Am 13. August mussten sie sich wie die Männer einen Tag zuvor den USA geschlagen geben. Die anderen drei Vergleiche beendeten die bundesdeutschen Sportlerinnen siegreich. Damit hatten sie seit dem ersten Frauenländerkampf 1928 in 59 Aufeinandertreffen jetzt insgesamt 47 Siege errungen, ein Unentschieden erzielt und elf Niederlagen hinnehmen müssen. Eine negative Bilanz hatten sie gegenüber England, der Sowjetunion und dem Britischen Empire, alle anderen Bilanzen waren positiv, nun auch wieder im Vergleich mit Großbritannien.
In der Gesamtsumme aller Länderkämpfe mit bundesdeutscher Beteiligung hatten die Leichtathleten der Bundesrepublik Deutschland von 270 Vergleichen 219 gewonnen, 48 verloren und drei Unentschieden erzielt. Sechs der Niederlagen stammten dabei aus zweiten Plätzen in Begegnungen mit mehr als zwei Nationen: zwei aus den von Schweden siegreich gestalteten allgemeinen Vergleichen, eine aus dem von den Niederlanden gewonnenen Straßenlaufwettkampf in der Saison 1951, zwei aus von der Schweiz siegreich gestalteten Straßenlauf-Vergleichen sowie zwei aus Zehnkampf-Länderkämpfen mit der Schweiz und Frankreich 1964 und in dieser Saison, die einmal Frankreich und einmal die Schweiz jeweils vor der Bundesrepublik Deutschland gewonnen hatte.

## Wertungsmodus
Die Regeln zur Punktevergabe wurden ohne Ausnahme nach dem üblichen Wertungssystem angewendet. In den Einzeldisziplinen lautete der Standard der Punktevergabe: Platz 1: 5 P, Pl. 2: 3 P, Pl. 4: 1 P. In den Staffeln wurden nach dem Standard fünf zu zwei Punkte vergeben. In weiteren Begegnungen mussten aufgrund anderer Rahmenbedingungen – mehr als zwei Teilnehmer je Nation in der Wertung oder mehr als ein Gegnerland – andere Regeln zur Punktevergabe zur Anwendung kommen.

## Straßenlauf-Länderkampf der Männer gegen die Schweiz und die Niederlande
Der erste Vergleich des Jahres 1965 war ein Länderkampf im Straßenlauf zwischen den drei Nationen Bundesrepublik Deutschland, Schweiz und Niederlande. Die Begegnung wurde am 30. Mai in der niederländischen Stadt Beek ausgetragen. Das bundesdeutsche Team entschied das Aufeinandertreffen mit einem Vorsprung von fast dreizehn Minuten vor der diesmal zweitplatzierten Niederlande für sich. Mit weiteren knapp drei Minuten Rückstand belegten die Schweizer Läufer abgeschlagen den dritten und letzten Platz.

## Zehnkampf-Länderkampf der Männer gegen Jugoslawien
Am 26./27. Juni trugen die bundesdeutschen Zehnkämpfer einen Vergleich mit Jugoslawien aus. Es war nach 1963 das zweite Aufeinandertreffen der beiden Länder in einem Zehnkampf, das erste hatten die bundesdeutschen Sportler gewonnen. Diesmal trat die bundesdeutsche Mannschaft in der jugoslawischen Stadt Celje nicht in der stärksten Besetzung an und siegte am Ende mit zwölf zu zehn Punkten. Parallel dazu traten auch die Fünfkämpferinnen der beiden Nationen am selben Ort gegeneinander an.

## Fünfkampf-Länderkampf der Frauen gegen Jugoslawien
Wie die Männer trugen auch die Frauen am 26./27. Juni in Celje einen Mehrkampf-Vergleich mit Jugoslawien aus. Auch für sie war es nach 1963 das zweite Aufeinandertreffen, das erste hatten die bundesdeutschen Sportlerinnen ebenfalls gewonnen. Die bundesdeutschen Fünfkämpferinnen waren in Bestbesetzung am Start und gewannen am Ende deutlich mit fünfzehn zu sieben Punkten.

## Geher-Länderkampf der Männer gegen Schweden
Im vierten Vergleich trafen sich die bundesdeutschen Geher zum neunten Mal mit ihren Kontrahenten aus Schweden. Die Begegnung wurde am 26. Juni im schwedischen Äppelbo ausgetragen. Schweden hatte zuvor sechs Mal gewonnen, die Bundesrepublik Deutschland zwei Mal. In Äppelbo lagen wieder die bundesdeutschen Geher vorn und siegten mit 24 zu zwanzig Punkten.

## Sechsländerkampf der Männer gegen die Schweiz, Belgien, Frankreich, Italien und die Niederlande
Am 3./4. Juli trafen die bundesdeutschen Männer im ersten Länderkampf des Jahres mit dem allgemeinen leichtathletischen Programm in einem Sechsländerkampf auf die Schweiz, Belgien, Frankreich, Italien und die Niederlande. Es war das fünfte Aufeinandertreffen der sechs Länder in dieser Form, das letzte hatte 1963 in der niederländischen Stadt Enschede stattgefunden. Nun war die Schweizer Hauptstadt Bern Gastgeber der Veranstaltung, die mit dem Marathonlauf und dem Zehnkampf wieder ein sehr umfassendes Programm enthielt. Das bundesdeutsche Team behauptete sich auch zum fünften Mal, dahinter belegte Frankreich den zweiten Platz vor Italien und der Schweiz. Belgien und die Niederlande folgten auf den Rängen fünf und sechs.

## Leichtathletik-Länderkampf der Männer gegen Schweden
Der sechste Vergleich führte die bundesdeutschen Männer in die schwedische Hauptstadt Stockholm. Zum zehnten Mal trafen sie dort am 22./23. Juli im zweiten Länderkampf des Jahres mit dem allgemeinen leichtathletischen Programm auf Schweden. Zuvor hatte die Bundesrepublik Deutschland fünf Siege verbuchen können, Schweden vier. Am 25. Juni hatte es in dieser Saison bereits eine Begegnung der Geher aus Schweden und Deutschland gegeben. In Stockholm setzten sich die bundesdeutschen Leichtathleten erneut durch, diesmal mit 124 zu 85 Punkten.

## Länderkampf der Männer gegen die USA
Im siebten Vergleich des Jahres traten die bundesdeutschen Männer zum vierten Mal gegen die USA an. Die US-Amerikaner kamen am 11./12. August wieder als weltbeste Leichtathletiknation nach Augsburg. Sämtliche vorangegangenen Aufeinandertreffen hatten sie für sich entschieden. Auch in diesem Jahr blieb die bundesdeutsche Mannschaft chancenlos und unterlag mit 142 zu 91 Punkten. Einen Tag später trugen die Frauen der beiden Länder ebenfalls einen Vergleich aus.

## Länderkampf der Frauen gegen die USA
Einen Tag nach der Begegnung der Männer bestritten die Frauen im achten Vergleich des Jahres einen eigenen Länderkampf mit den USA. Die Begegnung wurde am 13. August in der bayrischen Landeshauptstadt München ausgetragen. Es war das dritte Aufeinandertreffen der beiden Frauenteams, zuvor hatten die bundesdeutschen Leichtathletinnen sich zweimal knapp gegen die US-Amerikanerinnen durchsetzen können. Diesmal reichte es nicht ganz, die USA siegten mit 62 zu 55 Punkten.

## Länderkampf der Frauen gegen Polen
Auch den neunten Länderkampf des Jahres bestritten die Frauen. Am 10. September, eine gute Woche vor ihrem Europacup-Finale, traten sie in Lübeck gegen Polen an. In den vorangegangenen Begegnungen hatte es fünf bundesdeutsche Siege gegeben und zwei polnische. Einmal war das Aufeinandertreffen remis ausgegangen. In Lübeck verbesserten die bundesdeutschen Leichtathletinnen ihre Bilanz gegen Polen weiter und siegten knapp mit 61 zu 56 Punkten.

## Leichtathletik-Länderkampf der Männer gegen Großbritannien
Der zehnte Vergleich des Jahres bestand in der siebten Begegnung der bundesdeutschen Männer mit Großbritannien. Die Veranstaltung wurde am 25. September in Karlsruhe ausgetragen, zwei Wochen nach dem Europacup-Finale. Zuvor hatte die Bundesrepublik Deutschland fünf Mal gewonnen, Großbritannien einmal. Das letzte Aufeinandertreffen hatte es 1963 in London gegeben, dieses hatte die Bundesrepublik knapp für sich entschieden. Der Ausgang in dieser Saison war im Gegensatz zu einigen früheren Begegnungen eindeutig, Die Bundesrepublik Deutschland kam mit 121 zu 91 Punkten zu ihrem sechsten Sieg. Am nächsten Tag trugen auch die Frauen an einem anderen Ort einen Länderkampf mit den britischen Leichtathletinnen aus.

## Leichtathletik-Länderkampf der Frauen gegen Großbritannien
Am 26. September bestritten die bundesdeutschen Frauen im elften Vergleich des Jahres 1965 ihren eigenen Vergleich mit Großbritannien. Eine Woche nach dem Finale des Frauen-Europacups trafen sich die Leichtathletinnen der beiden Länder in Ludwigshafen. In der Bilanz hatte die Bundesrepublik Deutschland sich vier Mal durchgesetzt, Großbritannien drei Mal. Zuletzt hatten die bundesdeutschen Frauen 1963 in London gewonnen. Auch diesmal gab es mit 67 zu 57 Punkten einen bundesdeutschen Erfolg.

## Zehnkampf-Länderkampf der Männer gegen die Sowjetunion
Am 25./26. September kam es im zwölften Länderkampf des Jahres wieder zu einem Vergleich der Zehnkämpfer. In Jerewan traten die bundesdeutschen Athleten zum ersten Mal in einem Zehnkampf gegen die Vertreter der Sowjetunion an. Der Ausgang war äußerst knapp. In der Gesamtabrechnung gewann die Bundesrepublik Deutschland dieses Aufeinandertreffen mit 29.436 zu 29.387 Punkten.

## Zehnkampf-Länderkampf der Männer gegen die Schweiz und Frankreich
Auch der dreizehnte und letzte Ländervergleich war wieder eine Begegnung im Zehnkampf. Am 2./3. Oktober kam es in Lugano zum Vergleich mit der Schweiz und Frankreich. In einer Veranstaltung mit dem allgemeinen Leichtathletikprogramm waren die drei Länder im Rahmen eines Sechsländerkampfs in diesem Jahr bereits einmal aufeinander getroffen und im letzten Jahr hatte es diese Zehnkampf-Dreierbegegnung auch gegeben. Damals hatte Frankreich vor der Bundesrepublik und der Schweiz gesiegt. Auch in diesem Jahr trat das bundesdeutsche Team nicht in Bestbesetzung an und so lag die Schweiz mit 48 Punkten vorn. Knapp dahinter folgte die Bundesrepublik Deutschland mit 46 Punkten. Mit deutlichem Abstand belegte Frankreich mit 27 Punkten den dritten und letzten Platz.